# Cnemaspis argus
Cnemaspis argus är en ödleart som beskrevs av  Dring 1979. Cnemaspis argus ingår i släktet Cnemaspis och familjen geckoödlor. IUCN kategoriserar arten globalt som otillräckligt studerad. Inga underarter finns listade i Catalogue of Life.